# Mont Goodsir
El Mont Goodsir, també conegut com a Goodsir Towers, és la muntanya més alta de la serralada Ottertail, una serralada de les Park Ranges, a l'estat canadenc de la Colúmbia Britànica. Es troba dins el Parc Nacional de Yoho, prop de la frontera amb el Parc Nacional de Kootenay. La muntanya té dos cims principals, el South Tower (el cim més alt) i la North Tower, i culmina a 3.525 msnm. Té una prominència de 1.887 metres.
Va ser batejada per James Hector el 1859 en honor en honor a dos germans, John Goodsir, professor d'anatomia a la Universitat d'Edimburg, i Harry Goodsir, cirurgià del vaixell HMS Erebus.
La primera ascensió del cim va tenir lloc el 16 de juliol de 1903 per Charles E. Fay i Herschel C. Parker, guiats per Christian Häsler i Hans Kaufmann.